# Gianfranco Cimmino
Gianfranco Luigi Giuseppe Cimmino Gibellini Tornielli Boniperti (Napoli, 12 marzo 1908 – Bologna, 30 maggio 1989) è stato un matematico italiano, conosciuto per i suoi contributi alla teoria delle equazioni alle derivate parziali, all'analisi funzionale e all'analisi numerica.

## Biografia
Studiò matematica all'Università di Napoli, dove fu allievo sia di Mauro Picone, nel periodo in cui questi insegnò a Napoli, che di Renato Caccioppoli; con Picone, si laureò nel 1927, discutendo una tesi sui metodi di risoluzione approssimata dell'equazione del calore in due dimensioni. Fu, subito dopo, assistente alla cattedra di geometria analitica a Napoli.
Nel 1931, conseguita la libera docenza in Analisi Matematica, gli fu assegnato, a Napoli, l'incarico di insegnamento di Analisi Superiore e di Geometria Analitica. Dopodiché, iniziò a lavorare pure presso l'Istituto per le Applicazioni del Calcolo (INAC) quale uno dei quattro assistenti di Picone, insieme a Renato Caccioppoli, Carlo Miranda e Giuseppe Scorza Dragoni.
Nel 1938, vincitore di concorso, ebbe la cattedra di Analisi Matematica dell'Università di Cagliari, ma nel 1939 passò all'Università di Bologna, dove rimase per tutta la sua carriera, creando una scuola di analisi matematica. A Bologna, e, parallelamente, all'Università di Modena, ebbe negli anni vari incarichi di insegnamento, fra cui quelli di Istituzioni di Analisi Superiore, Analisi Matematica, Analisi Superiore, Teoria delle Funzioni e Topologia. Subito dopo il collocamento fuori ruolo, fu nominato professore emerito nel 1984.
Le sue ricerche furono prevalentemente rivolte allo studio ed alla trattazione, attraverso metodi di analisi funzionale, di questioni riguardanti le equazioni differenziali alle derivate parziali, nello specifico di tipo ellittico (in particolare, trattò, fra i primi alla fine degli anni '30, il problema di Dirichlet con condizioni al contorno generalizzate) e parabolico (specialmente, l'equazione del calore), per poi orientarsi pure verso le equazioni differenziali ordinarie di ordine superiore, le equazioni integrali, il calcolo delle variazioni, le rappresentazioni quasiconformi ed il calcolo numerico. 
Fu peraltro socio nazionale dell'Accademia Nazionale dei Lincei (dal 1980), dell'Accademia Pontaniana di Napoli e dell'Accademia delle Scienze di Bologna. Direttore dell'Istituto di Matematica ”Salvatore Pincherle“ dal 1950 al 1952 e dell'Istituto di Astronomia dal 1972 al 1974 dell'Università di Bologna, dal 1965 al 1972 fu anche preside della Facoltà di Scienze della stessa università. Fu altresì nominato commissario straordinario dell'Istituto nazionale di alta matematica dal 1973 al 1977, che poi presiedette dal 1978 al 1982. Diresse pure il Bollettino dell'Unione Matematica Italiana.
Nel 1956, gli fu assegnata la Medaglia d'Oro ai Benemeriti della Cultura, della Scuola e dell'Arte, vinse il Premio ”Gualtiero Sacchetti“ ed ebbe la nomina a Commendatore dell'Ordine al merito della Repubblica Italiana.
Fra i molti suoi allievi, Lamberto Cattabriga e Bruno Pini.

## Riconoscimenti e onorificenze
- Premio ”Gualtiero Sacchetti“ dell'Università di Bologna.

## Opere
- Elementi di analisi algebrica, CEDAM, Padova, 1946 (con successive edizioni e ristampe).
- Istituzioni di analisi infinitesimale, 2 voll., CEDAM, Padova, 1946-47 (con successive edizioni e ristampe).